# Елін Пелін
Елін Пелін (справжнє ім'я Димитр Іванов Стоянов, 18 липня 1877, Байлово, Болгарія — 3 грудня 1949, Софія) — болгарський письменник, поет, і громадський діяч. Автор низки популярних творів для дітей, а також літературних верифікацій Євангелія. Місто Новоселці було перейменовано на честь Еліна Пеліна.

## Псевдоними
Першими псевдонимами були Чічо Благолаж, Камен Шипков, Елчо, Пан, Пелінаш, Поручик, Міто Йотов, Чер Чемер, Іван Коприван, Горна Гірчиця, Катерина, Бокіч.
Елін Пелін став зрештою основним псевдонімом. Він походить з рядка болгарської народної пісні. Пелін українською перекладається як полин. Значення Еліна не відомо. Сам письменник вважав, що слово «Елін» застосовувався лише для рими у пісні.

## Життєпис
Походив з селянської родини, що споконвінчно мешкала у с.Байлово. Навчався спочатку у рідному селі. У 1890–1891 роках у гімназії в Софії, з 1891 до 1892 року — у Златиці, з 1892 до 1894 року — у Панагюриште. У 1894 році поступив до 1-ї Софійської чоловічої гімназії. У 1897 році намагався поступити до художнього училища, проте невдало. Закінчив навчання у 1897–1898 роках у Слівені.
Після цього у 1898–1899 роках був вчителем у рідному селі. З 1898 року взяв собі псевдоним «Елин Пелин». З 1899 року брав участь як актор у софійській аматорській трупі «Сльози та сміх».
У 1903 році призначається вчителем до 3-ї софійської народної гімназії. Того ж року отримав призначення до бібліотеки Софійського університету. У 1904 році відвідав Белград та Загреб. У 1905 році разом з другом-художником Олександром Божиновим здійснив подорож до Італії, побував у Флоренції, Венеції, Фіуме (сучасна Рієка).
У 1906 році він Міністерства освіти був командирований до Франції, де відвідав Нансі та Париж. Тут був до березня 1907 року. В цей час пише єдину свою драму «Раб рала». Втім за деякими вона була не зовсім вдалою. Тому Елин Пелин знищив цю драму, не збереглася навіть у рукописі.
По поверненню став працювати у Народній бібліотеці. У 1913 році відвідав Російську імперію. У 1914 році отримав премію «Іван Вазов» від історико-філологічного факультету Софійського університету. Багато займався літературою для дітей, брав участь у редагуванні дитячого журналу «Веселушка» (1908–1910) і «Галка» (1913–1914).
З 1926 до 1944 року був обіймав посаду куратора будинку-музею «Іван Вазов» у Софії. У 1940 році став членом Болгарської академії наук. Того ж року обирається головою Спілки болгарських письменників, яку очолював до 1941 року. З 1945 року редагував газету болгарських піонерів «Септемврійче».

## Творчість
Його розповіді відносяться до вищих досягнень болгарської реалістичної літератури, вони стали школою майстерності для багатьох болгарських прозаїків. З 1891 року став писати вірші та оповідання. Друкуватися почав в 1895 році.
У віршах («Горобець», «О, тремтіння!», «Тиха журба», «Вони сплять», «Привіт», «Зима») і оповіданнях («Незжата смуга», «Злочин», «Божевільна», «Напасть божого», «Брати», «На тому світі»), присвячених життю болгарського селянства, що було опубліковано у журналі «Сільська бесіда» (1902–1903 роки), піддано критиці буржуазні відносин. Тут помітний позначилося вплив соціалістичних ідей.
Широку популярність отримали збірки оповідань 1904 і 1911 років — «Літній день» і «Гнізда лелек». У двох повістях — «Геракови» (1911) і «Земля» (1922) зобразив зародження і розвиток капіталізму, що призводять до розпаду патріархальних відносин на селі, до загострення соціальної боротьби.
Після Першої світової війни віршами у прозі «Чорні троянди» (1928 рік), оповіданням «Під монастирською лозою» (1936 рік) і сатирами «Я, Ти, Він» (1936 рік) відстоював ідеї гуманізму.
Для дітей Еліном Пеліном написані оповідання та дилогія фантастичних романів«Ян Бібіян» (1933 рік) і «Ян Бібіян на Місяці» (1933–1934 роки).